# Asset Mambetov
Asset Mambetov (n. 10 iunie 1982, Predgornoe⁠(d), Ürjar audany⁠(d), Abai Region⁠(d), Kazahstan) este un luptător ce a reprezentat Kazahstan, medaliat olimpic. A participat la 2 ediții ale Jocurilor Olimpice (2004, 2008) în care a câștigat o medalie de bronz.